# Anthony Allen

a Compétitions nationales et continentales officielles uniquement.

b Matchs officiels uniquement.
Dernière mise à jour le 7 mars 2018.
Anthony Owen Allen, né le 1er septembre 1986, est un joueur de rugby à XV évoluant au poste de centre. Il a joué avec l'équipe d'Angleterre en 2006 lors des tests d'automne. Il joue avec les Leicester Tigers entre 2009 et 2015.

## Biographie
Anthony Allen joue avec le club de Gloucester RFC en coupe d'Europe et dans le Championnat d'Angleterre jusqu'en 2009 lorsqu'il rejoint les Leicester Tigers. Il arrête sa carrière en juin 2015, en raison de graves problèmes de genou.
Sa première cape internationale a été lors d'un match le 5 novembre 2006 contre l'équipe Nouvelle-Zélande.

## Statistiques en équipe nationale
- 2 sélections avec l'équipe d'Angleterre
- Sélections par année : 2 en 2006
- Tournoi des Six Nations disputé : aucun.